# Былина (авиакомпания)

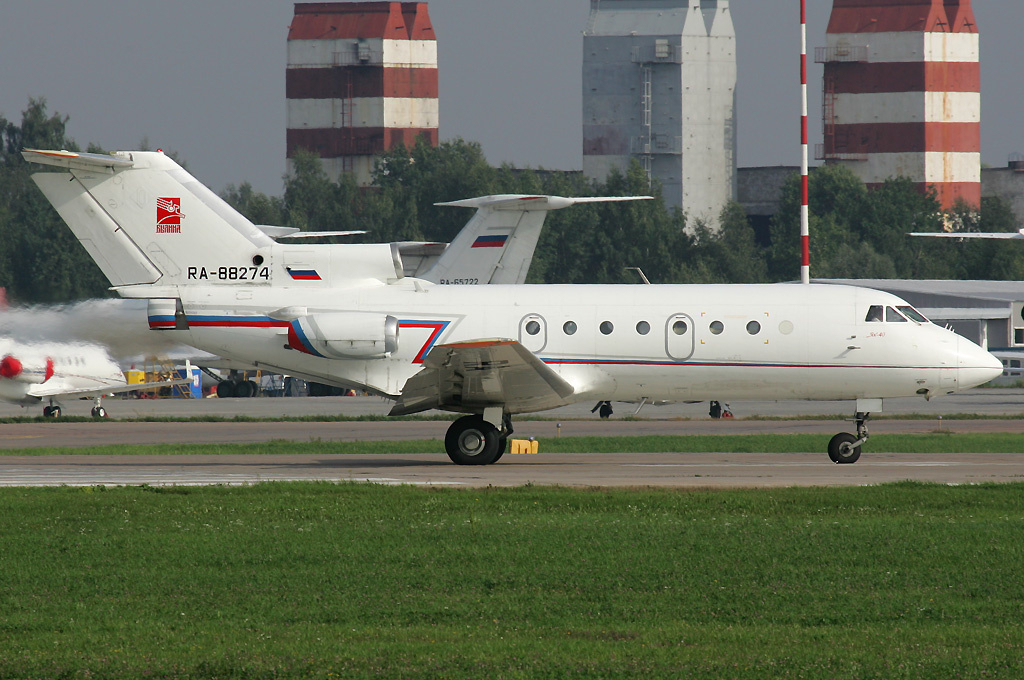
Як-40 авиакомпании «Былина»

Авиакомпания «Былина» (юридическое название — ЗАО «Авиакомпания «Былина») — российская чартерная авиакомпания. С 1 сентября 2014 года деятельность авиакомпании приостановлена по просьбе руководства перевозчика.
Авиакомпания «Былина» специализируется на выполнении чартерных перевозок на самолетах Як-40 и Ту-134 класса «люкс», а также на перевозках спортивных клубов и вахтовых бригад газовых и нефтяных компаний на самолётах Ту-134 экономкласса.
Самолёты авиаперевозчика базируются в Москве, Перми, Уфе и Самаре.

## История
Авиакомпания «Былина» основана в 1992 году. Одна из первых в России авиакомпаний, выполняющих чартерные перевозки на самолетах Як-40 и Ту-134 класса «люкс».
Летом 2014 года авиакомпания начала выполнять пассажирские сезонные рейсы из Перми и Челябинска в Краснодар, Симферополь, из Иваново в Симферополь и Анапу, из Красноярска в Петропавловск-Камчатский. Руководство авиакомпании подало заявление в Росавиацию о приостановке действия сертификата эксплуатанта с 1 сентября в связи с невозможностью дальнейшего продолжения операционной деятельности из-за финансовых проблем.

## Флот
Парк самолётов авиакомпании по состоянию на апрель 2014:
- 3 Як-40 (RA-88308, RA-88295, RA-21506)
- 5 Ту-134 (RA-65944, RA-65805, RA-65574, RA-65097, RA-65906)
- 1 Як-42 VIP
- 1 Challenger 601-3R
- 1 Challenger 604
- 1 Challenger 850
- 1 Falcon 900
- 1 Falcon 2000
- 1 Embraer Legacy
- 1 Global Express
- 1 Gulfstream V.

При этом, в рамках сертификата эксплуатанта авиакомпании находятся только самолёты Як-40, остальные самолёты приписаны к другим авиакомпаниям и для них «Былина» выступает в качестве авиаброкера.